# Hyalella neonoma
Hyalella neonoma is een vlokreeftensoort uit de familie van de Hyalellidae. De wetenschappelijke naam van de soort is voor het eerst geldig gepubliceerd in 1991 door Stock & Platvoet.